# Edward Solon
Edward Solon ps. „Ateński” (ur. 8 grudnia 1899 w Zagórzu, zm. 6 czerwca 1971 w Sanoku) – kapitan piechoty Wojska Polskiego, działacz konspiracji podczas II wojny światowej, powstaniec warszawski.

## Życiorys
Urodził się 8 grudnia 1899 w Zagórzu, w rodzinie Jana (kowal w Zagórzu, zm. przed 1916) i Aleksandry z Dołżyckich. Miał brata Władysława (ur. 1885). W roku szkolnym 1912/1913 rozpoczął naukę w C. K. Gimnazjum w Sanoku, a uczniem te szkoły pozostawał jeszcze w trakcie I wojny światowej w roku szkolnym 1915/1916. W późniejszym czasie uzyskał wykształcenie średnie o profilu ekonomicznym.
Tuż po odzyskaniu przez Polskę niepodległości jako telegrafista uczestniczył w walkach obrony infrastruktury kolejowej miasta Zagórza podczas wojny polsko-ukraińskiej. Został oficerem Wojska Polskiego służby stałej od 1919. Mianowany na stopień podporucznika piechoty ze starszeństwem z dniem 31 sierpnia 1924, następnie awansowany do stopnia porucznika piechoty ze starszeństwem z dniem 31 sierpnia 1926. W latach 20. i 30. służył w szeregach 2 pułku Strzelców Podhalańskich w Sanoku. W latach 30. został awansowany na stopień kapitana piechoty ze starszeństwem z dniem 19 marca 1937. Zamieszkiwał w Nowym Zagórzu. Według stanu z marca 1939 w szeregach 2 p.s.p. pełnił funkcje oficera placu Sanok oraz dowódcy 5 kompanii w II batalionie.
Po wybuchu II wojny światowej brał udział w kampanii wrześniowej w szeregach macierzystego 2 p.s.p., sprawując stanowisko kwatermistrza. Po nastaniu okupacji niemieckiej od 1940 przebywał i ukrywał się w Warszawie pod fałszywą tożsamością „Władysław Żarow”. Tam zaangażował się w działalność konspiracyjną w 1941. Działał w batalionie harcerskim „Wigry”, a z jego ramienia był wykładowcą w konspiracyjnej Szkole Podchorążych „Agricola”. Działał w Armii Krajowej, przydzielony do Okręgu Warszawa AK. W konspiracji funkcjonował pod pseudonimem „Ateński”. W okresie od 1942 do lipca 1944 był oficerem wyszkolenia w 1 kompanii „Witold” w składzie batalionu „Wigry”. Po sformowaniu na przełomie 1943/1944 kompanii „Edward” służył w jej dowództwie (dowódcą był p.o. por. rez. Bohdan Machan ps. „Akaga”) oraz jako oficer szkoleniowy. Jako oficer „Wigier” był także wykładowcą w zakresie piechoty na kursach w tajnym Centrum Wyszkolenia Wojskowego Szarych Szeregów, zatwierdzonym w czerwcu 1944. Kilka godzin przed wybuchem powstania warszawskiego (godzina „W”) 1 sierpnia 1944 został mianowany przez kpt. hm. Eugeniusza Konopackiego ps. „Trzaska” na stanowisko dowódcy 3 kompanii „Edward” (zastępując dotychczasowego dowódcę „Akagę”) w składzie batalionu „Wigry” w ramach Zgrupowania „Paweł”. Koncentracja żołnierzy była zaplanowana na placu Krasińskich, gdzie zjawił się „Ateński” (a także „Akaga”), ale podległe mu plutony znajdowały się na Starówce. Po wycofaniu się oddziałów na Stare Miasto 6 sierpnia batalion „Wigry” podlegał zgrupowaniu „Róg”. Od 7 sierpnia kpt. Solon służył w dowództwie batalionu „Wigry”. W powstaniu brał udział w walkach na Woli i na Starym Mieście. W dniu 20 sierpnia 1944 przeszedł do Kampinosu. Tam był oficerem Wydzielonej Grupy Batalionu Harcerskiego „Wigry” AK, która około 15 września 1944 została włączona do batalionu „Zemsta” w składzie Grupy „Kampinos”. Służył w szeregach kompanii „Zemsta II”.

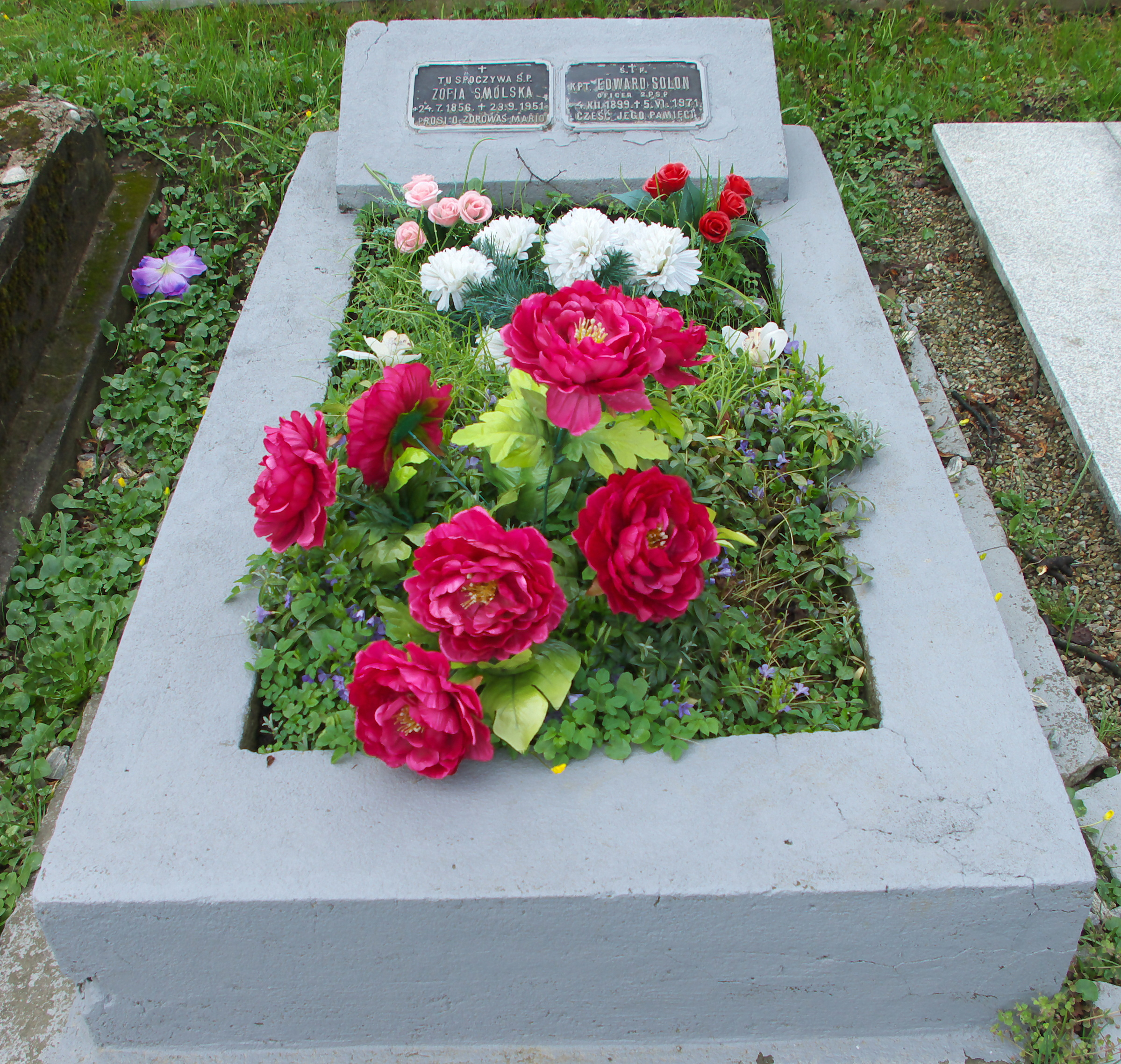
Nagrobek Edwarda Solona

Po nadejściu frontu wschodniego ochotniczo w 1945 zgłosił się do służby w szeregach ludowego Wojska Polskiego. W 1945 był dowódcą kompanii w Warszawie. Otrzymał przydział do Wojsk Ochrony Pogranicza. W 1946 sprawował stanowisko zastępcy dowódcy komendanta odcinka WOP Gorlice. Z wojska został zwolniony w lipcu 1946.
Po wojnie był rencistą i pozostawał w stopniu kapitana. Przedwojenne elementy umundurowania i odznaki pułkowe przekazał na rzecz Muzeum Historycznego w Sanoku. Był członkiem organizacji ZBoWiD w Sanoku. Do końca życia był emerytem i zamieszkiwał w Sanoku przy ul. Adama Mickiewicza 39. Zmarł 6 czerwca 1971 w Sanoku. Został pochowany na cmentarzu przy ul. Rymanowskiej w Sanoku.
28 lipca 1929 w Sanoku poślubił Janinę Smólską (1904–1985, córka Władysława, nauczycielka). Mieli dwie córki, w tym Krystynę Bożenę (ur. 1936), oraz syna Jerzego (ur. 1931, inżyniera mechanik, nauczyciel w Sanoku). Żona kpt. Solona w latach 30. była właścicielką domu przy ul. Adama Mickiewicza 29, przed 1939 należała do Rodziny Wojskowej 2 p.s.p., po wybuchu wojny wraz z synem Jerzym oraz w grupie innych małżonek polskich oficerów z sanockiego pułku trafiła do Kulczyc, następnie do Drohobycza, po czym powróciła do Sanoka.

## Ordery i odznaczenia
- Srebrny Krzyż Zasługi (22 maja 1939)[47][8]
- Medal za Warszawę 1939–1945 (1970)[48]
- Krzyż Obrońców Węzła Zagórskiego[12]